# Mansuphantes arciger
Mansuphantes arciger là một loài nhện trong họ Linyphiidae.
Loài này thuộc chi Mansuphantes. Mansuphantes arciger được Wladislaus Kulczynski miêu tả năm 1882.